# Nord 1500 Griffon II
Pour les articles homonymes, voir Griffon.
Le Nord 1500 Griffon II est un prototype de chasseur supersonique, développé dans les années 1950 par l'entreprise publique Nord-Aviation, en réponse à un appel d'offres de l'Armée de l'air française pour un chasseur capable de Mach 2 à l'horizon 1960.

## Caractéristiques
Le Griffon faisait appel à la propulsion mixte par turboréacteur et statoréacteur à la manière des avions Leduc. Le turboréacteur permettait à l'avion de décoller seul et le statoréacteur fournissait la poussée nécessaire aux grandes vitesses que n'aurait pas permis la faiblesse des turboréacteurs français de l'époque. Contrairement à son rival le Leduc 022, le Griffon reposait sur une étude aérodynamique aboutie avec une voilure delta à empennage « canard » et un fuselage en partie optimisé selon la loi des aires.

## Historique

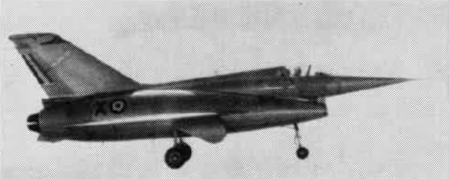
Le Nord-1500-01 Griffon en vol en 1956.

Le 23 janvier 1957, le chef pilote d’essais français, Michel Chalard, prend les commandes du Griffon II et le fait décoller pour la première fois.
C’est dans le ciel d’Istres qu’a lieu le vol initial de ce nouveau prototype succédant fort logiquement au Griffon I, doté seulement d’un réacteur, contre un réacteur Snecma Atar 101 E-3 de 3 500 kgp et un statoréacteur pour le Griffon II, dont il sera fait usage le 6 avril 1957, date du premier vol avec le statoréacteur allumé.

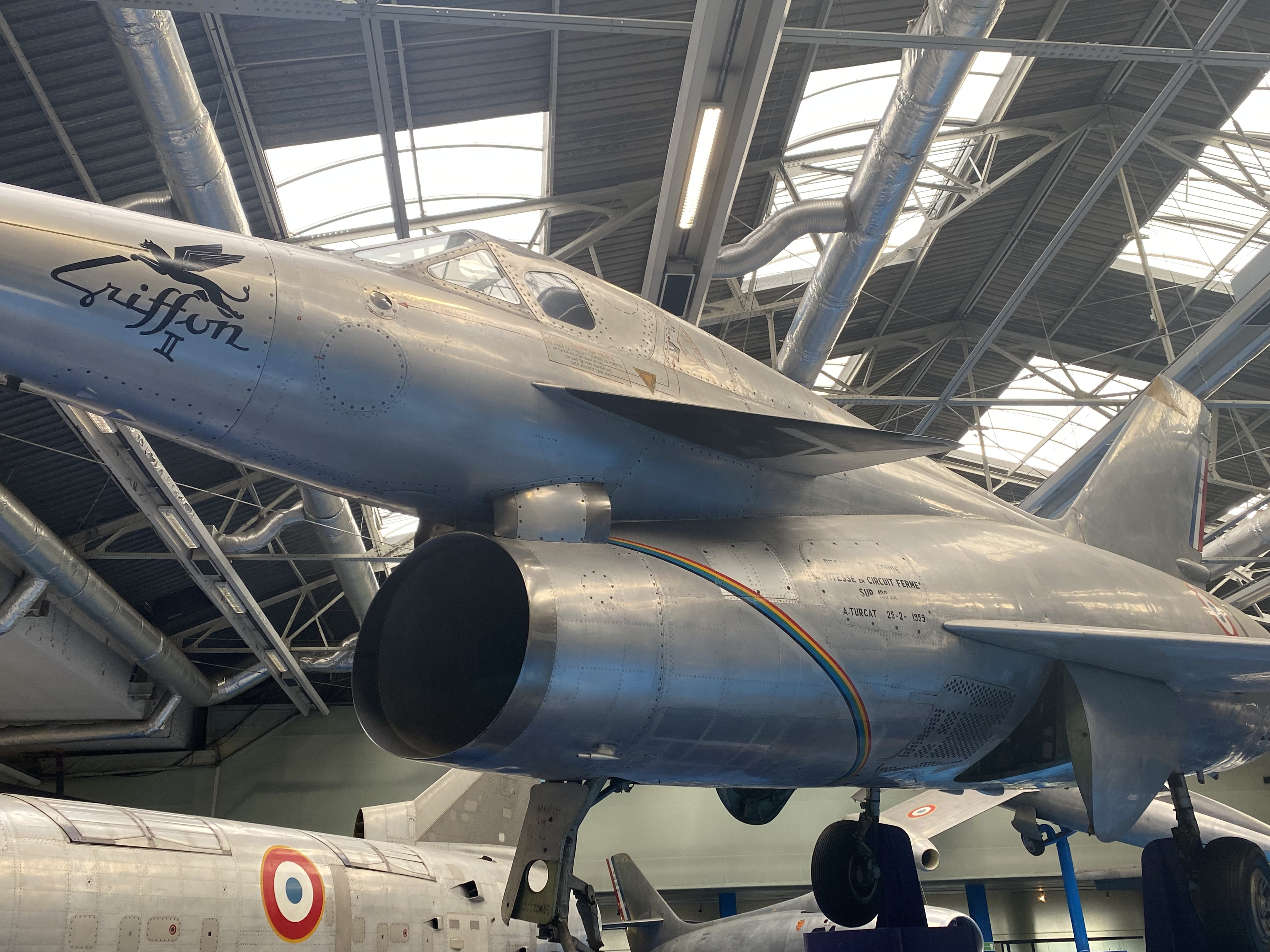
Vue rapprochée de l'admission du Nord 1500 Griffon II au musée de l'Air et de l'Espace.

Après son premier vol le 23 janvier 1957, le second exemplaire Nord-1500-02 Griffon II démontra de manière spectaculaire le bien-fondé de sa conception en enlevant le record du monde de vitesse sur 100 km en circuit fermé le 25 février 1959, aux mains d’André Turcat, qui en décrit les préparatifs et le déroulement dans son ouvrage Pilote d'essais : Mémoires (tome 2). Il atteindra une vitesse maximale de Mach 2,19. La vitesse de l'avion fut en fait limitée par l'échauffement de sa structure en acier dû au frottement de l'air à des vitesses hypersoniques (appelé « mur de la chaleur »). André Turcat et Armand Jacquet, moins connu, se succèdent aux commandes du prototype.
Les formidables performances du Griffon II ne débouchèrent cependant pas sur une utilisation opérationnelle, principalement en raison de difficultés de contrôle du statoréacteur qui fonctionnait parfaitement en « tout ou rien » mais ne permettait pas l'exploitation en régime intermédiaire. Fin 1958, l'Armée de l'air trancha en faveur du Mirage III de Dassault. L'unique exemplaire construit du Griffon II est aujourd'hui exposé au Musée de l'Air et de l'Espace du Bourget, dans la banlieue nord de Paris.

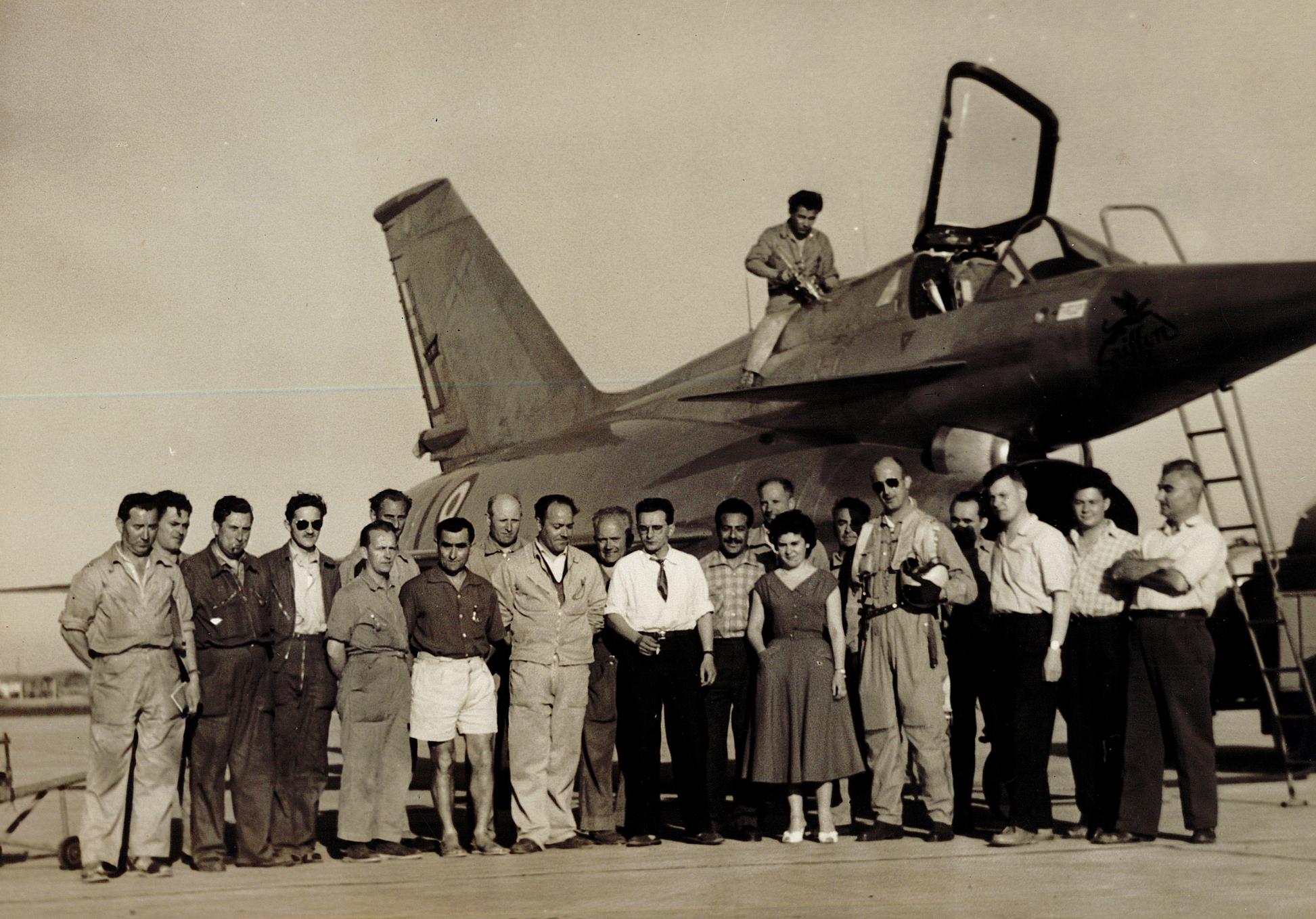
Les ingénieurs et techniciens du Griffon entourant le pilote à l'issue d'un vol d'essai

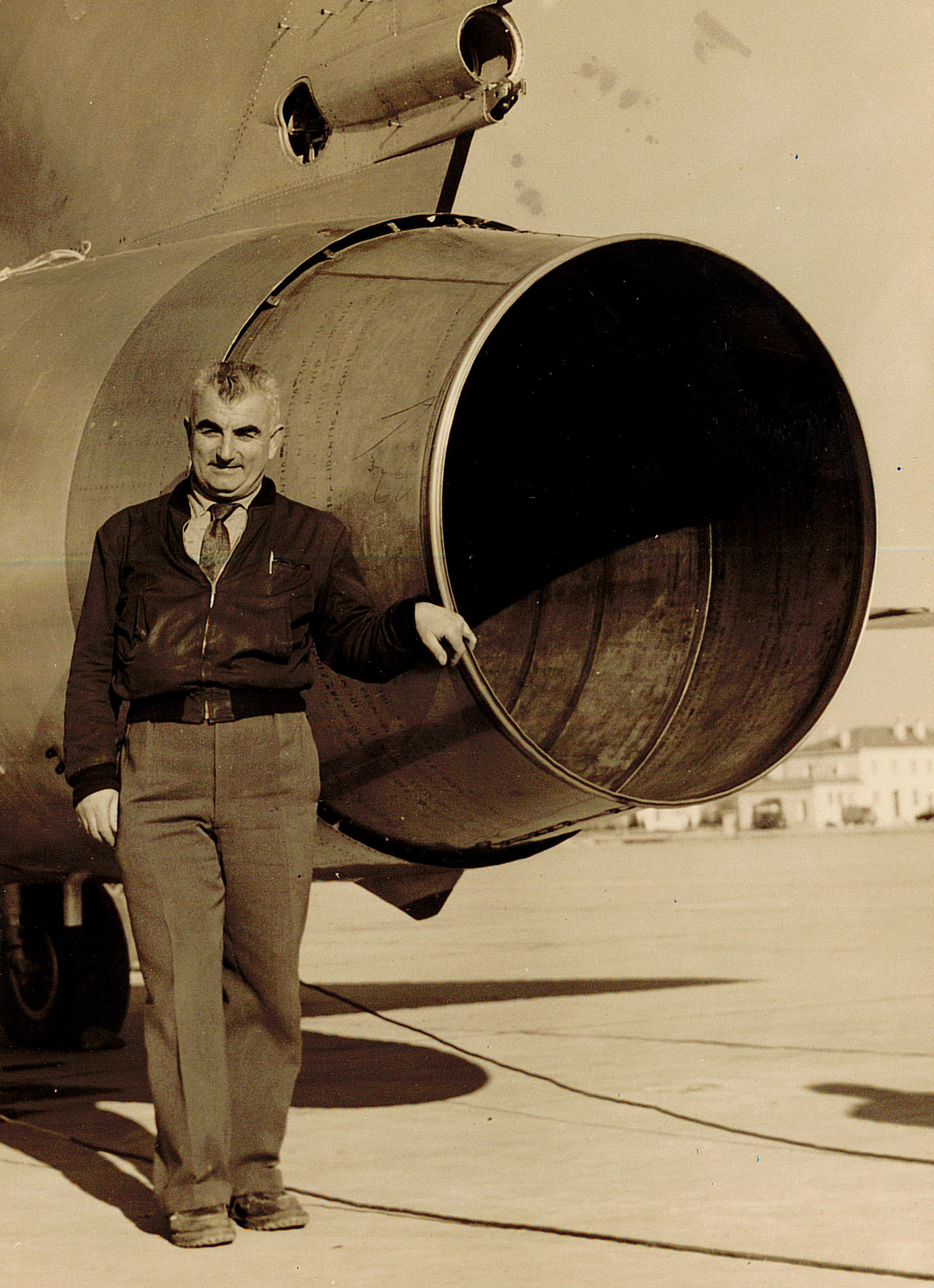
Détail de la tuyère du Griffon (au premier plan, l'ingénieur Vazken Andréassian)

### Développement lié
- Nord 1402 Gerfaut

### Aéronefs comparables
- Hawker P.1121
- Saunders-Roe SR.53
- Saunders-Roe SR.177
- SNCASO Trident
- XF-91 Thunderceptor